# تودور کاساپو
تودور کاساپو (روسی: Фёдор Михайлович Касапу؛ زادهٔ ۱۸ سپتامبر ۱۹۶۳) وزنه‌بردار اهل مولداوی بود.